# Химено II Гарсес (король Наварры)
Химе́но II Гарсе́с (исп. Jimeno II Garcés; около 890—29 мая 931) — король Наварры в 925—931 годах из династии Хименесов. Вместе с королевой Тодой Аснарес, женой Санчо I Гарсеса, был регентом королевства во время малолетства своего племянника Гарсии I Санчеса.

## Биография

### Правление
Химено II был сыном короля Гарсии II Хименеса и его второй жены Дадильдис Пальярской.
Когда в 925 году скончался брат Химено II Гарсес, король Санчо I Гарсес, он стал опекуном своего малолетнего племянника Гарсии I Санчеса, разделив регентство с вдовой умершего короля Тодой Аснарес. При этом Химено II в документах периода опеки использовал королевский титул. Титулом «король Химено» он пользуется, например, при подписании дарственной хартии, данной 11 января 931 года жителями Вигеры монастырю Сан-Мартин-де-Альбельда, а также в других документах. Документы, наделяющие Гарсию I Санчеса титулом «король», относятся только к последнему году жизни Химено.
Во время своего правления Химено II старался не вступать в открытые конфликты со своими мусульманскими соседями. Только в 927 году он собрал войско и выступил в поход на владения мусульман из Бану Каси, намереваясь поддержать своего родственника, эмира Кордовы Абд ар-Рахмана III (тот был племянником жены Химено II Санчи Аснарес). Однако наваррцы возвратились обратно, не вступив в военные действия. Химено II умер 29 мая 931 года после пяти лет и пяти месяцев правления.

### Семья
Согласно основному источнику по ранней истории Наварры — «Кодексу Роды» — Химено II Гарсес был женат на Санче Аснарес, дочери сеньора Ларрауна Аснара Санчеса, сестре королевы Тоды. Санча Аснарес была убита на вилле Лако (в Галисии) собственным сыном Гарсией Хименесом, а тот в ответ был убит в Салерасо Иоанном Веласкесом и Карделем Веласкесом. От брака с Санчей Ансарес у Химено II было четверо детей:
- Гарсия — женат на сводной сестре своего отца, Санче Гарсес, после женитьбы на которой удалился в Гасконь. Убил свою мать, после чего сам был убит[1][2]
- Санчо — женат на Киксиле, дочери Гарсии Дато, графа Байло[1][2]
- Дадильдис — жена вали Уэски Мусы Аснареса ибн ал-Тавиля[1][2].

Ещё одной дочерью Гарсии II Хименеса называют Мунию (Нуния или Нунила; умерла после 25 ноября 913), в 911 году ставшую первой женой короля Леона Фруэлы II (около 875—925). Однако такое происхождение этой супруги леонского короля оспаривается частью историков.
От наложницы Химено II имел ещё одного сына, Гарсию, умершего в Кордове.